# 欽加斯區
欽加斯區（西班牙語：Distrito de Chingas），是秘魯的一個區，位於該國北部安卡什大區的安東尼奧雷蒙迪省，始建於1956年2月2日，面積48.95平方公里，海拔高度2,854米，2005年人口2,071，人口密度為每平方公里42人。